# 原発訴訟
原発訴訟（げんぱつそしょう）とは、原子力発電所の安全性や人体・環境への影響をめぐって争われる訴訟の総称、一般呼称。原子炉の設置許可取り消し、建設差し止め、運転差し止め、あるいは、作業員・住民の健康被害の賠償が請求の原因とされる場合が多い。

## 日本のおもな原発訴訟
| 訴訟名                                      | 概要 |
| ------------------------------------------- | --- |
| 伊方原発訴訟                                | 1973年、1号機設置許可取り消し請求。1978年、松山地方裁判所請求棄却。1992年、最高裁判所原告敗訴確定。 |
| 伊方原発2号機訴訟                           | 1978年、2号機設置許可取り消し請求。 |
| 東海第二原発訴訟                            | 1973年、設置許可処分取消請求。1985年、水戸地方裁判所判決。2001年、控訴審判決。2004年、最高裁決定。 |
| 柏崎刈羽原発1号機の設置許可処分取り消し訴訟 | 1979年、請求。1994年、新潟地方裁判所請求棄却。2005年、東京高裁控訴棄却。 |
| 福島第2原発1号機の設置許可処分取り消し訴訟  | 1992年、最高裁原告敗訴確定。 |
| 福島第2原発3号機運転差し止め訴訟            | |
| もんじゅ訴訟                                | 1985年、原子炉設置許可処分の無効確認、建設・運転の差止め請求。2005年最高裁で請求棄却が確定。 |
| 泊原発1・2号機の運転差し止め訴訟            | 1999年、札幌地方裁判所請求棄却、原発の推進と中止という二つの選択肢を挙げて「自分たちの子どもに何を残すのか。多方面から議論を尽くし、賢明な選択をしなければならない」と言及。 |
| 志賀原発訴訟                                | 1988年、1号機建設差し止め請求。1994年、金沢地方裁判所により請求棄却。1999年、名古屋高等裁判所により控訴棄却。2000年、最高裁で確定。 |
| 志賀原発2号機訴訟                           | 1999年建設差し止め請求。2006年、金沢地裁請求認容の運転差止命令。2009年、名古屋高等裁判所原告逆転敗訴。2010年、最高裁上告棄却。 |
| 浜岡原発訴訟                                | 2002年、1・4号機運転差し止め請求。2007年、静岡地方裁判所請求棄却。名古屋高裁に控訴中。 |
| 島根原発訴訟                                | 1・2号機運転差し止め請求。2010年5月31日松江地方裁判所請求棄却。広島高等裁判所松江支部に控訴中。 |
| 玄海原発プルサーマル裁判                    | 2010年8月、佐賀地方裁判所に提訴。 |
| 上関原発入会権訴訟                          | 「上関原子力発電所」を参照。 |
| 六ヶ所村核燃料サイクル訴訟                  | 「六ヶ所村核燃料再処理事業反対運動」を参照。 |
| JCO臨界事故住民健康被害訴訟                 | |
| 大飯原発訴訟                                | 2012年3月、運転差止仮処分命令申立。2013年4月、大阪地方裁判所により申立て却下。 2013年3月、運転差止請求。2014年5月、福井地方裁判所 (裁判長裁判官: 樋口英明) により運転差止命令。2018年7月、名古屋高等裁判所により1審取消、請求棄却、控訴棄却。 2014年12月、運転差止仮処分命令申立。2015年12月、福井地方裁判所により申立て却下。 2015年1月、運転差止仮処分命令申立。2019年3月、大阪地方裁判所により申立て却下。2020年1月、大阪高等裁判所により抗告棄却。 |
| 高浜原発訴訟                                | 運転差止仮処分命令申立。2015年4月、福井地方裁判所 (裁判長裁判官: 樋口英明) により運転差止命令。2017年3月、大阪高等裁判所により、1審取消、3, 4号機の運転容認。 |
| 伊方原発訴訟                                | 運転差止仮処分命令申立。2017年3月、広島地方裁判所により申立て却下。2017年12月、広島高等裁判所 (裁判長裁判官: 野々上友之) により運転差止命令。 保全異議申立。広島高等裁判所により抗告棄却。 運転差止仮処分命令申立。2018年10月、広島地方裁判所により申立て却下。 |
| 玄海原発訴訟                                | 再稼働差止仮処分申立。2017年6月、佐賀地方裁判所により申立て却下。 再稼働禁止仮処分申立。2018年3月、佐賀地方裁判所により申立て却下。 |
| 川内原発訴訟                                | 差止仮処分申立。2015年4月、鹿児島地方裁判所により申立て却下。 原発設置変更許可取消請求。2019年6月、福岡地方裁判所により請求棄却。 |
| 大間原発訴訟                                | 原発設置許可処分取消等請求。2018年3月、函館地方裁判所により請求棄却。 |